# Дискография телесериала «Нэшвилл»
«Нэшвилл» (англ. Nashville) — американский музыкально-драматический телесериал с Конни Бриттон и Хайден Панеттьер в главных ролях, созданный и производимый Кэлли Хоури при участии Эр Джея Катлера, Ди Джонсон, Джима Пэрриота, Стива Бюкхэннана и Конни Бриттон. Премьера сериала состоялась 10 октября 2012 года на телеканале ABC.
Сериал рассказывает о легендарной кантри-певице Рэйне Джеймс (Конни Бриттон), чья карьера начинает увядать, после чего ей приходится сотрудничать с восходящей молодой звездой Джульеттой Барнс (Хайден Панеттьер). Всё это происходит на фоне предвыборной кампании, в которой участвует отец Рэйны, Ламар Уайетт (Пауэрс Бут), мощный политик Нэшвилла.
Ещё до премьеры сериал собрал ряд благоприятных отзывов от телевизионных критиков и лидировал по количеству положительных отзывов среди осенних премьер. В июне 2012 года проект получил премию «Выбор телевизионных критиков» в категории «Самый захватывающий и ожидаемый телесериал». Ровно за неделю до премьеры пилотный эпизод был доступен для онлайн-просмотра на сайте ABC а также ряде других.

## Альбомы
| Название                                  | Детали релиза                                                                                | Позиции в чартах | Позиции в чартах | Позиции в чартах |
| Название                                  | Детали релиза                                                                                | US               | US Country       | US Soundtracks   |
| ----------------------------------------- | -------------------------------------------------------------------------------------------- | ---------------- | ---------------- | ---------------- |
| The Music of Nashville: Season 1 Volume 1 | - Дата: 11 декабря 2012 года - Лейбл: Big Machine Records - Формат: CD, цифровая дистрибуция | 14               | 3                | 1                |
| The Music of Nashville: Season 1 Volume 2 | - Дата: 7 мая 2013 - Лейбл: Big Machine Records - Формат: CD, цифровая дистрибуция           |                  |                  |                  |

## Синглы и песни из эпизодов
| Название                         | Исполняют                        | Эпизод                                               | Сингл | Альбом                 | Позиции в чарте US Country | Позиции в чарте US Hot 100 | Сноски |
| -------------------------------- | -------------------------------- | ---------------------------------------------------- | ----- | ---------------------- | -------------------------- | -------------------------- | ------ |
| «Back Home»                      | Чарльз Истен                     | 1. «Pilot»                                           | Да    | The Music of Nashville | -                          | -                          | [ 11 ] |
| «It’s My Life»                   | Конни Бриттон                    | 1. «Pilot»                                           | Нет   | TBA                    | -                          | -                          | [ 11 ] |
| «Boys and Buses»                 | Хайден Панеттьер                 | 1. «Pilot»                                           | Нет   | TBA                    | 44                         | -                          | [ 11 ] |
| «If I Didn’t Know Better»        | Клер Боуэн и Сэм Палладио        | 1. «Pilot»                                           | Да    | The Music of Nashville | 27                         | 102                        | [ 11 ] |
| «Already Gone»                   | Конни Бриттон                    | 1. «Pilot»                                           | Нет   | TBA                    | -                          | -                          | [ 11 ] |
| «Love Like Mine»                 | Хайден Панеттьер                 | 1. «Pilot»                                           | Да    | The Music of Nashville | 43                         | -                          | [ 11 ] |
| «I’ll Be There (If You Want Me)» | Сэм Палладио                     | 2. «I Can’t Help It (If I’m Still in Love With You)» | Да    | The Music of Nashville | -                          | -                          | [ 11 ] |
| «No One Will Ever Love You»      | Конни Бриттон и Чарльз Истен     | 2. «I Can’t Help It (If I’m Still in Love With You)» | Да    | The Music of Nashville | 36                         | 117                        | [ 11 ] |
| «Undermine»                      | Хайден Панеттьер и Чарльз Истен  | 2. «I Can’t Help It (If I’m Still in Love With You)» | Да    | The Music of Nashville | 35                         | 116                        | [ 11 ] |
| «Matchbox Blues»                 | Чарльз Истен                     | 2. «I Can’t Help It (If I’m Still in Love With You)» | Нет   | TBA                    | -                          | -                          | [ 11 ] |
| «Twist of Barbwire»              | Джонатан Джексон                 | 2. «I Can’t Help It (If I’m Still in Love With You)» | Да    | The Music of Nashville | -                          | -                          | [ 11 ] |
| «Telescope»                      | Хайден Панеттьер                 | 2. «I Can’t Help It (If I’m Still in Love With You)» | Да    | The Music of Nashville | 36                         | -                          | [ 11 ] |
| «Fade Into You»                  | Клер Боуэн и Сэм Палладио        | 3. «Someday You’ll Call My Name»                     | Да    | TBA                    | 25                         | 92                         | [ 11 ] |
| «I Will Fall»                    | Клер Боуэн и Сэм Палладио        | 3. «Someday You’ll Call My Name»                     | Нет   | TBA                    | 45                         | -                          | [ 11 ] |
| «Changing Ground»                | Конни Бриттон                    | 4. «We Live in Two Different Worlds»                 | Нет   | The Music of Nashville | -                          | -                          | [ 11 ] |
| «Buried Under»                   | Конни Бриттон                    | 5. «Move It on Over»                                 | Да    | The Music of Nashville | -                          | -                          | [ 11 ] |
| «Yellin' from the Rooftop»       | Хайден Панеттьер                 | 5. «Move It on Over»                                 | Да    | TBA                    | -                          | -                          | [ 11 ] |
| «Kiss»                           | Джонатан Джексон                 | 6. «You’re Gonna Change (Or I’m Gonna Leave)»        | Да    | TBA                    | —                          | —                          | [ 11 ] |
| «Love Like Mine»                 | Хайден Панеттьер и Тилки Джонс   | 6. «You’re Gonna Change (Or I’m Gonna Leave)»        | Нет   | TBA                    | —                          | —                          | [ 11 ] |
| «Wrong Song»                     | Конни Бриттон и Хайден Панеттьер | 7. «Lovesick Blues»                                  | Нет   | The Music of Nashville | 39                         | —                          | [ 11 ] |
| «Papa Writes to Johnny»          | Чарльз Истен                     | 7. «Lovesick Blues»                                  | Да    | TBA                    | —                          | —                          | [ 11 ] |
| «Love’s Ring of Fire»            | Клер Боуэн                       | 7. «Lovesick Blues»                                  | Нет   | The Music of Nashville | —                          | —                          | [ 11 ] |
| «Peace in the Valley»            | Джонатан Джексон                 | 8. «Where He Leads Me»                               | Да    | TBA                    | —                          | —                          | [ 11 ] |
| «When The Right One Comes Along» | Сэм Палладио и Клер Боуэн        | 8. «Where He Leads Me»                               | Да    | The Music of Nashville | —                          | —                          | [ 11 ] |
| «For Your Glory»                 | Хайден Панеттьер                 | 8. «Where He Leads Me»                               | Да    | TBA                    | 46                         | —                          | [ 11 ] |
| «When The Right One Comes Along» | Сэм Палладио                     | 8. «Where He Leads Me»                               | Да    | TBA                    | —                          | —                          | [ 11 ] |